# Pierre-Luc Lafrance
Pour les articles homonymes, voir Lafrance.
Pierre-Luc Lafrance est un écrivain québécois de fantastique né à Québec en 1979.

## Biographie
Il a obtenu un baccalauréat en communication publique en 2001, un certificat en création littéraire en 2003 et complète une maîtrise en littérature et arts de la scène et de l’écran à l’automne 2005, tous trois à l’Université Laval, à Québec.
En 2000, il lance Ailleurs, un fanzine consacré aux littératures de l’imaginaire au Québec. Cette revue n’existera que le temps de 4 numéros entre juin 2000 et octobre 2002. Cependant, il permettra à Lafrance de gagner le prix Boréal du meilleur « fanéditeur » en 2000, ainsi que d’être en nomination pour le prix Aurora en 2003 dans la même catégorie.
Il a aussi travaillé pour les éditions Alire à titre de responsable de la promotion et de la publicité en 2002-2003. Il a occupé des fonctions similaires pour les revues Alibis et Solaris au cours de la même période.
Après avoir quitté cet emploi, il se consacre à l’écriture, principalement dans les domaines du fantastique, de la fantasy, de la littérature jeunesse et de l’humour. Il a publié sa première nouvelle en 1998, dans le fanzine Proxima.
En 2004, son premier roman, Y a-t-il un héros dans la salle ?, est publié. Depuis, il a publié Princesse à enlever et Le Pays des Yeux-Morts. Il a aussi publié 24 nouvelles dans divers collectifs et revues tant au Québec, qu’en France, en Belgique et en Espagne.
Ses deux premiers romans, ainsi que certaines de ses nouvelles, font partie de son univers de fantasy humoristique. En fait, selon l'auteur, il s’agit de contes d’humains : des histoires qui parodient les éléments de nos contes classiques en donnant le point de vue des fées. Les grands travers de notre société sont ainsi tournés en dérision.
Parallèlement à son métier d’écrivain, il écrit aussi des critiques de livres et de films, ainsi que des articles sur la science-fiction, le fantastique et la fantasy au Québec.
À l'automne 2014, un de ses textes, Le lendemain, les gens parleront de folie collective, a été sélectionné dans l'anthologie Dix ans d'éternité qui célèbre les dix ans de la revue Brins d'éternité. Il fait aussi partie des 40 auteurs sélectionnés pour le numéro 192 de la revue Solaris qui souligne les 40 ans de la publication avec autant d'auteurs qui signent chacun une micro-nouvelle de 750 mots.

## Publications

### Livres pour adolescents
- Y a-t-il un héros dans la salle ? (roman, Soulières éditeur, collection Graffiti 22, 2004)
  - Traduction espagnole : ¿Algún héroe en la sala? (FX Grafic, 2006)
- Princesse à enlever (roman, Soulières éditeur, collection Chat de gouttière 17, 2005)
- Le Pays des Yeux-Morts (roman, Médiaspaul, Jeunesse-Pop 158, 2005)
- Mary la sanglante (conte, Isatis, collection Korrigan, 2006).
- Y a-t-il un héros dans la salle no 2? (roman, Soulières éditeur, collection Graffiti 39, 2007)
- L'Ombre de la bête (Les Éditions Z'ailées, collection Série Obzcure, 2010)

### Livres pour adultes
- L'Arracheur de rêves (Le veuve noire éditrice, collection Le treize noir, 2008)
  - Traduction espagnole : El ladrón de sueños (Tusitala Ediciones, 2013)
  - Réédition : L'Arracheur de rêves suivi du court roman Dans ses pas (Les six brumes, collection Brumes de légende, 2015)
- Baptême de sang (novella in Agonies, La maison des viscères, 2011)
- Faits divers et autres curiosités (Lafrance éditeur, 2015)

### Nouvelles et novellas
- Danse avec la fille de la mort (Proxima 5, 1998)
- Le Dernier Bal (Horrifique 27, 1999)
- Entretien avec Dracula (Horrifique 27, 1999)
- Le Masque de Méduse (Stop web 9, 1999)
  - Reparution dans Les Vagabonds du rêve 1 (éditions Oxalis, 2000)
  - Repris dans L'Arracheur de rêve, La Veuve Noire, 2008
- Chambre 308 (L'Écrit primal 22, 2000)
  - Reparution dans Le fil des événements du 14 avril 2000
  - Repris dans L'Arracheur de rêve, La Veuve Noire, 2008
- L’Orgasme est un plat qu’il vaut mieux déguster avec modération (Horrifique 30, 2000)
- Conte pour une fée in Il était une fée (éditions Oxymore, 2000)
- La Dernière lettre d’un suicidé (Martobre 8, 2000)
- Ça peut toujours être pire (Hors service 6, 2001)
- Chacun son prix (Hors service 6, 2001)
- Première rencontre (L’Écrit primal 23/24, 2001)
- Pendu à ses lèvres (Khimaira 10, 2001)
- L’Homme qui aimait Génération X (L’Écrit primal 25, 2001)
- Berlin rêvé (Solaris 141, 2002) 
  - Repris dans L'Arracheur de rêve, La Veuve Noire, 2008
- La Légende de Bloody Mary (Talismag 3, 2003)
- Qui a peur du loup-garou  ? (Les Débrouillards 227, 2003)
- Le Général (Brins d'éternité 1, 2004)
- Maman (L'Écrit primal 29/30, 2004)
  - Reparution dans Brins d'éternité #9, 2006
  - Repris dans L'Arracheur de rêve, La Veuve Noire, 2008
- L’Inconnu (L'Écrit primal 29/30, 2004)
- La Légende du dernier dragon in Équinoxe (Les six brumes, 2004)
  - Reparution dans Sable 1 (édition en français), 2005
  - Traduction espagnole : La leyenda del último dragón (Sable 2, 2004)
- Bonne fête (Le Bilboquet 1, 2004)
- Voyage et rêve dans Solaris 153, 2004
  - Repris dans L'Arracheur de rêve, La Veuve Noire, 2008, sous le titre "Le rêve est une éternité perdue"
  - Traduction espagnole : El sueño es una eternidad perdida (Sable 3, 2004)
- Changeling in Les baguettes en l'air (Vent d'Ouest 2005)
- Cœur perdu à Québec (Brins d'éternité Hors série 1, 2005)
  - Repris dans L'Arracheur de rêve, La Veuve Noire, 2008
- Parcours d'un nain connu (Brins d'éternité 8, 2005)
- Toutes ces voix en lui dans Nocturne, le fanzine culte, #1, 2005
  - Repris dans L'Arracheur de rêve, La Veuve Noire, 2008
- L’Art secret de la filature (Bilboquet volume 2, numéro 1, 2005)
  - Repris dans L'Arracheur de rêve, La Veuve Noire, 2008
  - Repris dans Faits divers et autres curiosités, Lafrance éditeur, 2015
- L'Arracheur de rêve, (novella en 11 parties), L'Arracheur de rêve, La Veuve Noire, 2008
- La dernière enquête, L'Arracheur de rêve, La Veuve Noire, 2008
- La dernière enjambée, dans Brins d'éternité 27, 2010
  - Repris dans Faits divers et autres curiosités, Lafrance éditeur, 2015
- Les hommes de l'ombre, dans De Capes et d'esprit - tome 1, Rivière blanche, décembre 2010
- La guerre comme si vous y étiez, dans Clair/Obscur 8, mai 2011 (même si le copyright indique 2010)
- Du viol comme d'une solution au mal de vivre, dans Alibis 39, juillet 2011
- Comme le temps qui s'écoule entre nos doigts, dans Brins d'éternité 30, été/automne 2011
  - Repris dans Faits divers et autres curiosités, Lafrance éditeur, 2015
- Baptême de sang, dans Agonies, La Maison des Viscères, 2011
- L'Homme qui faisait pousser des mots, dans Brins d'éternité 35, 2013
  - Repris dans Faits divers et autres curiosités, Lafrance éditeur, 2015
- Les Vieux Jouets, L'Aurore boréale 18 décembre 2013
- Il faut sauver le père Noël, L'Aurore boréale 18 décembre 2013

- Le lendemain, les gens parleront de folie collective, dans Brins d'éternité 37, 2014
  - Repris dans Dix ans d'éternité, Les 6 brumes, 2014

- L'ombre à la fenêtre, dans Brins d'éternité 39, 2014
  - Repris dans Faits divers et autres curiosités, Lafrance éditeur, 2015
- Miroir, miroir, dans Solaris 192, 2014
- Tous des faits divers, dans Faits divers et autres curiosités, Lafrance éditeur, 2015
- La Sirène qui aimait le country, dans Faits divers et autres curiosités, Lafrance éditeur, 2015
- Projection privée, dans Solaris 194, 2015
- Tueur de clowns, éditions Porte-Bonheur (bonus au roman L'Écologie d'Odi de Michèle Laframboise), 2015
- La thérapie, dans Clair/Obscur 15, 2015
- Dans ses pas, dans L'Arracheur de rêves, Les 6 brumes, collection Brumes de légende, 2015
- Ce n'est pas un conte de fées, dans Écorché, La Maison des viscères, 2015

## Prix littéraires (et principales nominations)
- 1999 : 3e prix ex æquo au concours de nouvelles de la revue Stop (Le Masque de Méduse)
- 2000 : 1er prix du concours de nouvelles de l'Université Laval (Chambre 308)
- 2000 : finaliste du New Fiction Award (Berlin rêvé)
- 2000 : prix Boréal du meilleur fanéditeur (Ailleurs)
- 2003 : finaliste au prix Aurora du meilleur fanéditeur (Ailleurs)
- 2004 : prix Boréal de la meilleure production critique (ex æquo)
- 2004-2005 : sélection de livres pour les jeunes de Communication-Jeunesse (Y a-t-il un héros dans la salle ?)
- 2005-2006 : sélection de livres pour les jeunes de Communication-Jeunesse (Mary la sanglante)
- 2006-2007 : sélection de livres pour les jeunes de Communication-Jeunesse (Y a-t-il un héros dans la salle no 2 ?)
- 2006 : roman en lice pour le prix jeunesse des univers parallèle (Le Pays des Yeux-Morts)
- 2007 : roman en lice pour le prix jeunesse des univers parallèle (Mary la sanglante)
- 2015 : finaliste du prix Boréal/Aurora de la meilleure nouvelle (Le lendemain, les gens parleront de folie collective)
- 2016 : gagnant du prix Alibis (Le Cri des fillettes mortes)[1]
- 2016 : finaliste du prix Boréal/Aurora de la meilleure nouvelle (Dans ses pas)[2]
- 2016 : finaliste du prix Boréal/Aurora du meilleur ouvrage connexe (L'Arracheur de rêves)[2]